# Асоціація любителів кішок
Асоціація любителів кішок (англ. Cat Fanciers' Association, CFA) — одна з найбільших фелінологічних організацій та реєстраторів породистих кішок у світі, панівний реєстратор кішок Північної Америки. Організація була заснована у 1906 році. Місія — сприяти збереженню та поширенню породистих, а також добробуту усіх кішок.

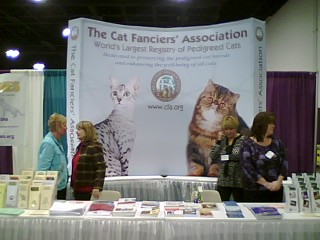
CFA на 2008 CFA International Cat Show, Атланта, США, 22 листопада 2008

## Список визнаних порід
Станом на листопад 2008, асоціація визнає 40 пород кішок: 39 пород «Чемпіонського класу» та 1 породу «Змішаного класу» (класу для порід, які ще не пройшли стандартизацію; сюди входить Реґемафін):
- А — Абісинська — Американський бобтейл — Американський керл — Американська короткошерста — Американська жорсткошерста
- Б — Балінезійська (включаючи Яванську) — Бірманська — Бомбейська — Британська короткошерста — Бурманська
- Г — Гавана браун
- Д — Девонський рекс
- Е — Екзотична короткошерста
- Є — Європейська бурманська — Єгипетський мау
- К — Корат — Короткошерстий колорпоінт — Корнуельський рекс
- Л — ЛаПерм
- М — Мен-кун — Менська (Менкс)
- Н — Норвезька лісна кішка
- О — Орієнтальна — Оцикет
- П — Перська (включаючи Гімалайську)
- Р — Реґдол — Раґамаффін — Російська блакитна
- С — Селькіркський рекс — Сибірська — Сіамська — Сингапурська — Сомалійська — Сфінкс
- Т — Тонкінська — Турецька ангора — Турецький ван
- Ф — Шотландський фолд (Шотландська капловуха)
- Ш — Шартрез
- Я — Японський бобтейл